# Вилхелм (Тропау)
Вилхелм фон Тропау (на немски: Wilhelm von Troppau; на чешки: Vilém Opavský; * ок. 1410; † 15 август 1452) е от 1433 до 1452 г. херцог на Тропау/Опава и от 1443 до 1452 г. херцог на Мюнстерберг. Той е от клон Опава/Тропау на бохемската фамилия Пршемисловци.

## Биография
Той е син на Пршемисъл/Прземко фон Тропау († 1433) и втората му съпруга Катарина фон Мюнстерберг († 1422), сестра на херцог Йохан I фон Мюнстерберг († 1428), дъщеря на херцог Болко III фон Мюнстерберг († 1410). Внук е на херцог Николаус фон Тропау-Ратибор († 1358). Незаконен праправнук е на крал Пршемисъл Отакар II от Бохемия († 1278). Баща му се жени трети път ок. 1425 г. за Хелена от Босна († 1435).
Брат е на херцог Ернст († 1464). Полубрат е на херцог Вацлав/Венцел II фон Опава/Тропау-Глубчице/Леобшюц († 1446) и херцог Николаус IV († 1437) от първата жена на баща му Анна фон дер Луцка († 1404), и на херцог Пршемисъл II († 1478), каноник в Бреслау, и на Хедвиг († ок. 1500), абатиса на Требниц, от третата съпруга на баща му Хелена от Босна († 1435).
Заедно с четиримата му братя той наследява собственостите на баща им. След смъртта на баща му през 1433 г. най-големият му полубрат Венцел поема опекунството над четиримата си полубратя Вилхелм, Ернст и Пршемисъл/Примислаус. Понеже доходите са ниски Вилхелм се присъединява към крадливите рицари. Територията се поделя между братята.
През 1434/1435 г. Вилхелм и Ернст получават части от Тропау (Опава). На 25 април 1443 г. Вилхелм Тропау е избран от благородниците от Мюнстерберг за техния нов господар.
Вилхелм управлява в Тропау от 1434 г. заедно с брат си Ернст. През 1451 г. Вилхелм дава на брат си Ернст херцогството Мюнстерберг и получава неговите трети части от Херцогство Тропау. Така Вилхелм става собственик на две трети от Тропау.
Вилхелм фон Тропау умира през 1452 г. и е погребан в църквата „Св. Дух“ в Тропау/Опава. След смъртта му през 1452 г. брат му Ернст го наследява като херцог на Мюнстерберг и поема опекунството над децата му.

## Фамилия
Вилхелм фон Тропау се жени ок. 1435 г. за Салома з Кзастоловиц от Бохемия († 1489). Те имат пет деца:
- Фридрих (* ок. 1440; † ок. 1470), херцог на Тропау (1452 – 1456)
- Вацлав/Венцел III (* ок. 1445; † 2 февруари 1474), херцог на Тропау (от 1452), и на айнау/Сцинава ан дер Одер
- Пршемисъл III (* ок. 1450; † 17 февруари 1493), херцог на Тропау, следва във Виена, каноник в катедралата на Бреслау, свещеник в Мелк, провост в Мьодлинг близо до Виена
- Катарина (* ок. 1443; † 14 април 1505), омъжена ок. 1460/1461 г. за херцог Йохан/Ян II фон Саган-Глогов (1435 – 1504)
- Анна (* ок. 1448; † 15 август 1515), абатиса в Тшебница/Требниц 24 юли 1469